# Lokomotiva 386
Lokomotiva řady 386 je vícesystémová elektrická lokomotiva typu TRAXX F140 MS výrobce Bombardier Transportation registrovaná českým Drážním úřadem. Lokomotivy byly do Česka dodány pro potřeby intermodálního operátora METRANS a jsou provozovány dopravci v rámci skupiny této společnosti. Další lokomotivy získal dopravce RegioJet.

## Historie
Lokomotivy typu TRAXX F140 MS druhé generace (TRAXX 2 Evolution) začala společnost Bombardier Transportation dodávat od roku 2007.
Na území Česka se začaly objevovat v roce 2010 v rámci zkušebního provozu zajišťovaného společností Railtransport (pozdější METRANS Rail), jednalo se však o lokomotivy registrované v Německu jako řada 186 ve verzi D-A-NL-B, tj. pro provoz na území Německa, Rakouska, Nizozemska a Belgie, později také ve verzi D-A-PL (tato verze ovšem není vybavena střídavým systémem 25 kV 50 Hz, tedy nepoužitelná ve směru ČR-Rakousko a Slovensko). Drážní úřad schválil typ lokomotiv Traxx F140 MS pro provoz v Česku 3. června 2011 s omezením rychlosti na 100 km/h (pouze kontrola bdělosti strojvedoucího). Lokomotivy řady 186 pak byly na síti SŽDC provozovány především firmou METRANS Rail (pronájem z lokpoolů CBRail a Railpool), případně do Česka zajížděly nejen v příhraničním provozu z Polska (Freightliner PL, Lotos Kolej) či Německa (ITL Eisenbahngesellschaft, LTE).

## Metrans
Předzvěstí budoucího nákupu lokomotiv (již české) řady 386 společností METRANS byla úprava stroje 186 133 z lokpoolu Alpha Trains pro provoz rovněž na území Česka, Slovenska a Maďarska, tj. ve verzi D-A-PL-CZ-SK-H. Jednalo se především o dovybavení lokomotiv o vlakový zabezpečovač MIREL a radiostanici MESA 23.
Firma METRANS si objednala celkem 20 lokomotiv TRAXX F140 MS, tj. české řady 386, přičemž prvních deset strojů bylo financováno společností ČSOB Leasing. Lokomotivy byly z výrobního závodu v Kasselu přepravovány do Česka od října 2014. Do provozu poprvé zasáhly 14. prosince 2014. Do konce roku 2014 bylo dodáno 12 lokomotiv. Dodávka všech 20 kusů byla dokončena do března 2015. V červnu 2015 společnost METRANS potvrdila opci na dalších 10 kusů, které byly následně dodány do roku 2017. 7 lokomotiv je v již zmíněné verzi, 3 jsou navíc vybaveny pro provoz do Nizozemska systémy ETCS a ATB, čímž u společnosti METRANS nahradí lokomotivy řady 186 zapůjčené poolem Railpool. Aktuálně se nachází u společnosti METRANS 4 lokomotivy verze D-A-NL-B pro provoz vlaků z Prahy (České Třebové) do Rotterdamu.

## Regiojet

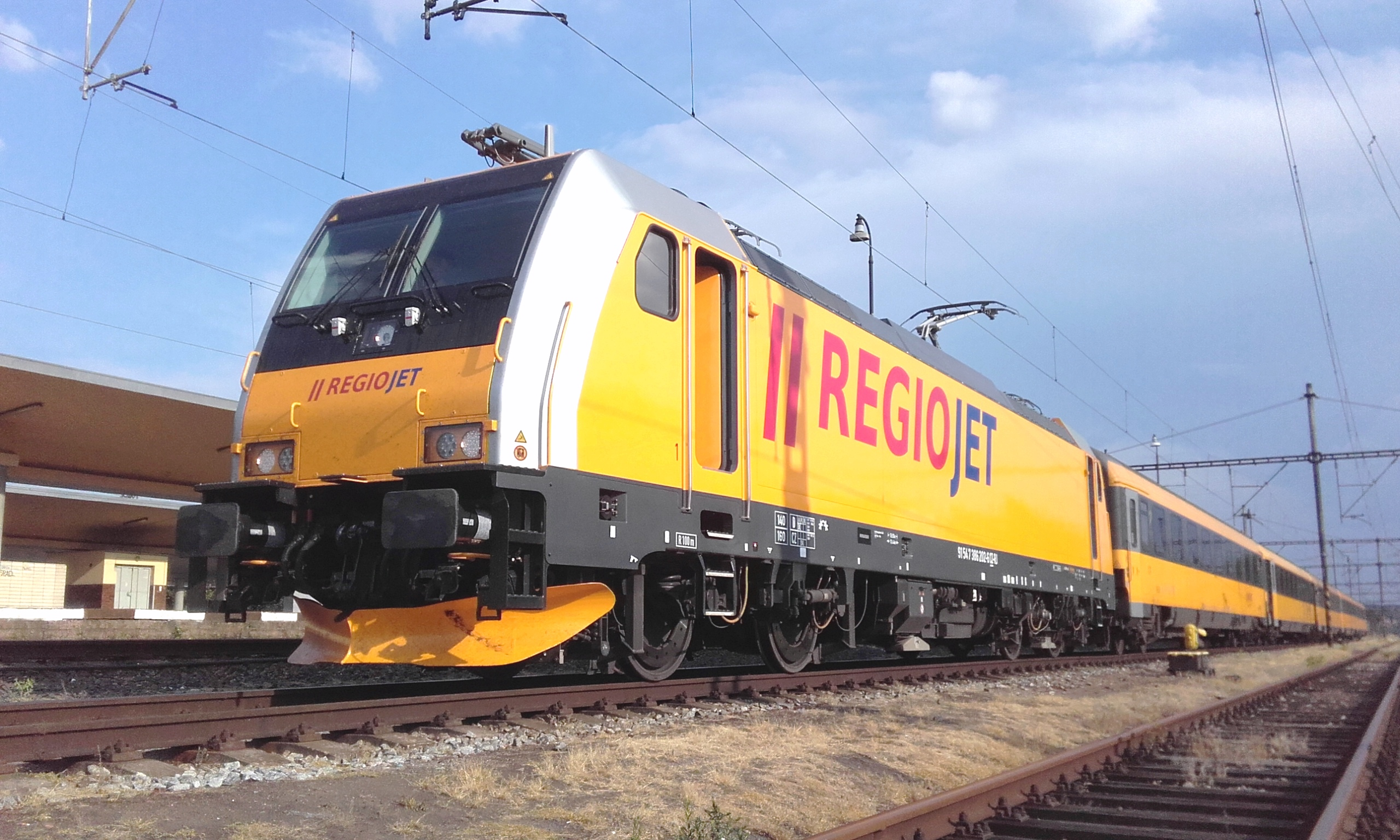
Lokomotiva 386.202 v základně Regiojetu v Praze-Smíchově

V dubnu 2017 osobní dopravce objednal osm nových lokomotiv Traxx MS2e s opcí na dalších až 20 strojů, nakonec však byla objednávka upravena na celkem čtyři lokomotivy, které v Česku získaly označení 386.201 až 386.204. Důvodem pořízení nových hnacích vozidel bylo především navyšování výkonů této firmy v dálkové osobní opravě, jakož i problémy se spolehlivostí lokomotiv řady 162. První dvě lokomotivy (ev. č. 201 a 202) dorazily do Česka v dubnu 2018 a 16. dubna téhož roku vykonaly technicko-bezpečnostní zkoušku. K prvnímu nasazení lokomotivy této řady došlo 16. května 2018, konkrétně se jednalo o stroj 386.201 na vlaku č. 1017 v trase Prahy hl. n. – Návsí. Další lokomotivy byly dodány později v průběhu roku 2018: stroj 386.203 v červenci, 386.204 v srpnu. V jarních měsících roku 2020, kdy došlo k omezení osobní dopravy z důvodu pandemie covidu-19, byly tyto lokomotivy nasazovány rovněž v nákladní dopravě pro potřeby společnosti RailTransport-Stift.